# タイラー・ウェブ
ジョン・タイラー・ウェブ（Jon Tyler Webb, 1990年7月20日 - ）は、アメリカ合衆国バージニア州ノーサンプトン郡ナサワドックス出身のプロ野球選手（投手）。左投左打。アメリカ独立リーグ・アトランティックリーグのロングアイランド・ダックス所属。

## 経歴

### プロ入り前
2011年のMLBドラフト48巡目（全体1465位）でシンシナティ・レッズから指名されたが、この時は契約しなかった。

### プロ入りとヤンキース時代
2013年のMLBドラフト10巡目（全体314位）でニューヨーク・ヤンキースから指名され、プロ入り。契約後、傘下のA-級スタテンアイランド・ヤンキースでプロデビュー。A級チャールストン・リバードッグスでもプレーし、2球団合計で20試合に登板して3勝1敗3セーブ、防御率3.31、48奪三振を記録した。
2014年はA+級タンパ・ヤンキース、AA級トレントン・サンダー、AAA級スクラントン・ウィルクスバリ・レイルライダースでプレーし、3球団合計で48試合に登板して3勝6敗12セーブ、防御率3.80、94奪三振を記録した。
2015年はAAA級スクラントン・ウィルクスバリでプレーし、25試合に登板して2勝3敗2セーブ、防御率2.84、41奪三振を記録した。オフにはアリゾナ・フォールリーグに参加し、サプライズ・サグアロスに所属した。
2016年もAAA級スクラントン・ウィルクスバリでプレーし、36試合（先発5試合）に登板して4勝3敗1セーブ、防御率3.59、82奪三振を記録した。
2016年12月8日にルール・ファイブ・ドラフトでピッツバーグ・パイレーツから指名されて移籍したが、2017年4月1日にウェイバー公示されたため、ルール・ファイブ・ドラフトの規約で同日中にヤンキースに戻ることとなった。
2017年シーズンは開幕からAAA級スクラントン・ウィルクスバリでプレー。6月22日にメジャー契約を結んでアクティブ・ロースター入りし、24日のテキサス・レンジャーズ戦でメジャーデビュー（4.1回を3失点で敗戦投手）。

### ブルワーズ時代
2017年7月13日にギャレット・クーパーとのトレードで、ミルウォーキー・ブルワーズへ移籍した。
2018年4月7日にDFAとなった。

### パドレス時代
2018年4月14日にウェイバー公示を経てサンディエゴ・パドレスへ移籍した。6月24日にDFAとなった。

### カージナルス時代
2018年6月29日にウェイバー公示を経てセントルイス・カージナルスへ移籍した。この年はパドレスとカージナルスの2球団合計で22試合に登板して0勝1敗、防御率4.43、15奪三振を記録した。
2019年は65試合に登板して2勝1敗1セーブ、防御率3.76、48奪三振を記録した。
2020年は21試合に登板して1勝1敗1セーブ、防御率2.08、19奪三振を記録した。
2021年は開幕から22試合に登板したが、そのうち12試合に失点し、防御率が13点台に達するなど不振を極めた。6月3日にDFAとなり、6日にマイナー契約で傘下のAAA級メンフィス・レッドバーズへ配属された。レギュラーシーズン終了後の10月14日にFAとなった。

### 独立リーグ時代
2022年4月4日にアトランティックリーグのロングアイランド・ダックスと契約した。

## 詳細情報

### 年度別投手成績
| 年 度    | 球 団    | 登 板 | 先 発 | 完 投 | 完 封 | 無 四 球 | 勝 利 | 敗 戦 | セ 丨 ブ | ホ 丨 ル ド | 勝 率 | 打 者 | 投 球 回 | 被 安 打 | 被 本 塁 打 | 与 四 球 | 敬 遠 | 与 死 球 | 奪 三 振 | 暴 投 | ボ 丨 ク | 失 点 | 自 責 点 | 防 御 率 | W H I P |
| -------- | -------- | ----- | ----- | ----- | ----- | -------- | ----- | ----- | -------- | ----------- | ----- | ----- | -------- | -------- | ----------- | -------- | ----- | -------- | -------- | ----- | -------- | ----- | -------- | -------- | ------- |
| 2017     | NYY      | 7     | 0     | 0     | 0     | 0        | 0     | 0     | 0        | 0           | ----  | 23    | 6.0      | 3        | 1           | 4        | 0     | 0        | 5        | 0     | 0        | 3     | 3        | 4.50     | 1.17    |
| 2017     | MIL      | 2     | 0     | 0     | 0     | 0        | 0     | 0     | 0        | 0           | ----  | 13    | 2.0      | 6        | 1           | 1        | 1     | 0        | 3        | 0     | 0        | 2     | 2        | 9.00     | 3.50    |
| '17計    | MIL      | 9     | 0     | 0     | 0     | 0        | 0     | 0     | 0        | 0           | ----  | 36    | 8.0      | 9        | 2           | 5        | 1     | 0        | 8        | 0     | 0        | 5     | 5        | 5.63     | 1.75    |
| 2018     | SD       | 4     | 0     | 0     | 0     | 0        | 0     | 1     | 0        | 0           | .000  | 24    | 5.0      | 6        | 2           | 3        | 0     | 0        | 4        | 0     | 0        | 7     | 7        | 12.60    | 1.80    |
| 2018     | STL      | 18    | 0     | 0     | 0     | 0        | 0     | 0     | 0        | 0           | ----  | 66    | 15.1     | 16       | 1           | 6        | 2     | 1        | 11       | 0     | 0        | 8     | 3        | 1.76     | 1.43    |
| '18計    | STL      | 22    | 0     | 0     | 0     | 0        | 0     | 1     | 0        | 0           | .000  | 90    | 20.1     | 22       | 3           | 9        | 2     | 1        | 15       | 0     | 0        | 15    | 10       | 4.43     | 1.52    |
| 2019     | STL      | 65    | 0     | 0     | 0     | 0        | 2     | 1     | 1        | 8           | .667  | 221   | 55.0     | 33       | 7           | 23       | 3     | 2        | 48       | 2     | 0        | 23    | 23       | 3.76     | 1.02    |
| 2020     | STL      | 21    | 0     | 0     | 0     | 0        | 1     | 1     | 1        | 2           | .500  | 87    | 21.2     | 17       | 2           | 7        | 0     | 0        | 19       | 1     | 0        | 5     | 5        | 2.08     | 1.11    |
| 2021     | STL      | 22    | 0     | 0     | 0     | 0        | 0     | 0     | 0        | 2           | ----  | 92    | 16.1     | 22       | 1           | 19       | 1     | 0        | 14       | 1     | 0        | 26    | 24       | 13.22    | 2.51    |
| MLB：5年 | MLB：5年 | 139   | 0     | 0     | 0     | 0        | 3     | 3     | 2        | 12          | .500  | 526   | 121.1    | 103      | 15          | 63       | 7     | 3        | 104      | 4     | 0        | 74    | 67       | 4.97     | 1.37    |

- 2021年度シーズン終了時

### 年度別守備成績
| 年 度 | 球 団 | 投手（P） | 投手（P） | 投手（P） | 投手（P） | 投手（P） | 投手（P） |
| 年 度 | 球 団 | 試 合     | 刺 殺     | 補 殺     | 失 策     | 併 殺     | 守 備 率  |
| ----- | ----- | --------- | --------- | --------- | --------- | --------- | --------- |
| 2017  | NYY   | 7         | 0         | 0         | 0         | 0         | ----      |
| 2017  | MIL   | 2         | 0         | 0         | 0         | 0         | ----      |
| '17計 | MIL   | 9         | 0         | 0         | 0         | 0         | ----      |
| 2018  | SD    | 4         | 2         | 0         | 0         | 0         | 1.000     |
| 2018  | STL   | 18        | 3         | 2         | 0         | 1         | 1.000     |
| '18計 | STL   | 22        | 5         | 2         | 0         | 1         | 1.000     |
| 2019  | STL   | 65        | 5         | 5         | 0         | 0         | 1.000     |
| 2020  | STL   | 21        | 2         | 4         | 1         | 1         | .857      |
| MLB   | MLB   | 117       | 12        | 11        | 1         | 2         | .958      |

- 2020年度シーズン終了時

### 背番号
- 36（2017年 - 同年途中）
- 50（2017年途中 - 同年途中）
- 39（2017年途中 - 同年終了）
- 40（2018年 - 同年途中）
- 30（2018年途中 - 2021年）